# Miejsce Piastowe (gmina)
Miejsce Piastowe est une gmina rurale du powiat de Krosno, Basses-Carpates, dans le sud-est de la Pologne. Son siège est le village de Miejsce Piastowe, qui se situe environ 7 km au sud-est de Krosno et 48 km au sud de la capitale régionale Rzeszów.
La gmina couvre une superficie de 51,46 km2 pour une population de 13 484 habitants.

## Géographie
La gmina inclut les villages de Głowienka, Łężany, Miejsce Piastowe, Niżna Łąka, Rogi, Targowiska, Widacz, Wrocanka et Zalesie.
La gmina borde la ville de Krosno et les gminy de Chorkówka, Dukla, Haczów, Iwonicz-Zdrój, Krościenko Wyżne et Rymanów.